# Coosje Wijzenbeek
Jacoba Helena (Coosje) Wijzenbeek (Hilversum, 18 april 1948 - aldaar, 25 maart 2021) was een Nederlandse violiste en viooldocente.

## Carrière
Coosje Wijzenbeek groeide op in Hilversum. Haar moeder Greet Wijzenbeek-Vlietstra (Margaretha Ludwina Vlietstra, 1923-2011) was eveneens violiste en vioollerares.
Na de mms op het Christelijk Lyceum in Hilversum volgde Wijzenbeek haar opleiding tot violiste bij Frits Knol aan het Utrechts Conservatorium en daarna bij Davina van Wely aan het Conservatorium van de Vereniging Muzieklyceum in Amsterdam.
Zij speelde een aantal jaren de vedel in het ensemble Studio Laren uit de jaren zestig en zeventig, dat zich richtte op de historische uitvoeringspraktijk van middeleeuwse muziek en renaissancemuziek. Daarmee maakte ze ook enkele opnamen. Ook verleende zij medewerking aan het ensemble Musica Antiqua Amsterdam onder leiding van Ton Koopman en was zij een jaar lid van het Radio Filharmonisch Orkest.
Wijzenbeek doceerde een aantal jaren vioolmethodiek aan het Sweelinck Conservatorium en was enige jaren verbonden als viooldocent aan de jong talent-afdeling van het Koninklijk Conservatorium in Den Haag. Haar leerlingen varieerden in leeftijd van 3 tot 18 jaar. Die begonnen vanaf 1984 onder de naam Fancy Fiddlers met celloleerlingen van Monique Bartels geregeld concerten te geven in Nederland en bij gelegenheid in het buitenland. Uit deze groep vonden diverse ensembles en solisten hun weg naar het concertpodium. Wijzenbeek was als vioollerares verbonden aan de Sweelinckacademie voor jong talent, een onderdeel van het Conservatorium van Amsterdam.
De violiste werd enige malen uitgenodigd te doceren bij de festivals Stringtime Niederrhein in Goch (Duitsland) en 'Margess International' in Zuoz (Zwitserland). Ook gaf ze zomercursussen voor violisten aan de Indiana University School of Music in Bloomington in de Verenigde Staten. Tevens was Wijzenbeek regelmatig jurylid bij concoursen in Nederland, zoals het Herman Krebbers Concours voor amateurviolisten te Kampen, de Iordens Viooldagen te Den Haag en het concours dat onderdeel uitmaakt van het Davina van Wely Vioolfestival in Den Haag. In 1999 had zij zitting in de jury van het Nationaal Vioolconcours Oskar Back. Coosje Wijzenbeek was ook lid van verschillende comités van aanbeveling, waaronder die van het Nationaal Muziekinstrumenten Fonds (NMF) en het tijdschrift ARCO, de kwartaaluitgave van de Vlaamse en Nederlandse afdeling van de European String Teacher Association (ESTA)
Vele van haar leerlingen maakten carrière binnen Nederland en daarbuiten als uitvoerend kunstenaar of docent, onder wie Rosa Arnold, Emma Breedveld, Noa Eyl, Janine Jansen, Carla Leurs, Hebe Mensinga, Rosanne Philippens, Francien Schatborn, Lisanne Soeterbroek, Joël Waterman, Annebeth Webb, Jeroen van der Wel, Amarins Wierdsma, Noa Wildschut en haar nichtjes Judith Wijzenbeek en Nadia Wijzenbeek.

## Eerbewijzen
- 18 december 2007: Kersjes van de Groenekan Prijs voor haar verdiensten in het opleiden van jong talent.
- 18 april 2013: Ridder in de Orde van de Nederlandse Leeuw.
- 4 maart 2018: inschrijving in het Gulden Boek van de gemeente Hilversum vanwege haar verdiensten voor de gemeente.

## Discografie
- Studio Laren - Liedjes Van De Lage Landen
- Studio Laren - Liedjes uit het Antwerps liedboek en Liedjes uit het Gruuthuse manuscript
- Studio Laren - Ay Hoor Eens Buerman...
- Studio Laren - Muziek uit de Middeleeuwen en Renaissance
- Studio Laren - Straffe van Verwarringe - Over Roomsen en Onroomsen in De Nederlanden